# Birch Bay
Birch Bay je obec v okrese Whatcom v americkém státě Washington, která leží na pobřeží Březového zálivu, jenž se nachází mezi zálivem Semiahmoo a Lummijským zálivem. Nachází se zhruba 160 km severně od Seattlu a 45 km jižně od Vancouveru. V roce 2010 zde žilo 8 413 lidí, což je o téměř 70 % více než v roce 2010.
Záliv byl pojmenován roku 1792 Archibaldem Menziesem z Vancouverovy expedice. Vancouverovy dvě lodě záliv využili jako kotviště pro několik dní. Menzies si všiml velkého počtu druhů bříz, podle kterých pak záliv pojmenoval.
Na břehu zálivu se nachází stejnojmenný státní park a nedaleko obce se nachází rafinerie Cherry Point Refinery.

## Geografie
Podle amerického cenzusového úřadu má obec rozlohu 55 km², z čehož 25 % je vodní plocha.

## Geologie
Březový záliv byl vytvořen lámáním příchozích vln o mysy, které leží na každé z jeho stran. Severní mys se jmenuje Březový a jižní se jmenuje Bílý roh. Při vstupu do zálivu se vlny ohýbají, čímž ztrácí energii. Výsledkem je půlměsícový záliv s jemně klesající pláží. Pláž byla v posledních letech modifikována pomocí příčných hrází a kamenných záhozů. Podél pláže teče potok Terrell Creek, který pak zatáčí do zálivu.

## Demografie
Z 8 413 obyvatel, kteří zde žili v roce 2010, bylo 89 % běloši, 3 % Asiaté a 1 % původní obyvatelé. 6 % obyvatelstva bylo Hispánského původu.